# TLC: Tables, Ladders & Chairs (2016)
TLC: Tables, Ladders & Chairs (2016) — щорічне pay-per-view шоу «TLC», що проводиться федерацією реслінгу WWE, в якому брали участь лише бійці арени SmackDown. Концепція шоу полягає в використанні столів, сходів і стільців під час поєдинків. PPV відбулося 4 грудня 2016 року у Американ-Ерлайнс-центр в місті Даллас, Техас, США. Це було восьме шоу в історії «TLC». Сім матчів відбулися під час шоу, один з них перед показом.